# Xylonaceae
Xylonaceae Gazis & P. Chaverri – rodzina workowców (Ascomycota).

## Systematyka
Pozycja w klasyfikacji według Index Fungorum: Xylonales, Incertae sedis, Xylonomycetes, Pezizomycotina, Ascomycota, Fungi.
Według aktualizowanej klasyfikacji Index Fungorum bazującej na Dictionary of the Fungi do rodziny Xylonaceae należą rodzaje:
- Tromeropsis Sherwood 1981
- Xylona Gazis & P. Chaverri 2012